# Okrug Valga
Okrug Valga (est. Valga maakond) ili kraće Valga jedan je od 15 estonskih okruga. Okrug se nalazi na jugu države. Okrug graniči s Latvijom.
U okrugu živi 34.135 ljudi što čini 2,5% ukupnog stanovništva Estonije (siječanj 2009.)
Glavni grad okruga je Valga. Postoji 11 ruralnih i dvije urbane općine.
U ovom okrugu nalazi se dio NP Karula.

## Vanjske poveznice
- Službene stranice okruga – (na estonskom)